# یحیی رادسر
یحیی رادسر (۱۲۷۳ تهران - ۱۳۳۳ تهران) اولین رئیس شهربانی در دوره محمدرضا شاه بود.

## تحصیلات
یحیی رادسر فرزند سلیمان ادیب‌السلطنه و نوه خان‌بابا سردار ایروانی متولد سال دی ۱۲۷۳ در تهران بود. او از پدر لقب ادیب‌السلطنه را به ارث برد. پس از گذراندن تحصیلات ابتدایی به همراه پدر به فرانسه رفته و در مدرسه تجارتی ونسن دیپلم گرفت. پس از بازگشت به ایران به دانشکده افسری رفت.

## فعالیت‌های نظامی و اداری
یحیی ادیب‌السلطنه پس از بازگشت به ایران در سال ۱۲۹۳ به نظمیه رفته و به عنوان مترجم در آنجا نزد مستشاران سوئدی مشغول به کار شد. او پس از کودتای ۱۲۹۹ در دوره رضا خان سردار سپه رشد سریعی یافت و در عرض دو سال از درجه سروان به سرهنگی و ریاست پلیس تهران (۱۳۰۲) رسید. گفته می‌شود وی در دورانی که ریاست پلیس تهران را داشت اجرای احکام اعدام را بر عهده داشت.
او از افرادی بود که به همراه یاور محمدعلیخان در ترور نافرجامحسن مدرس نقش داشت. وی در دوره رضا شاه مدتی ریاست کارخانه‌های سلطنتی بر عهده داشت. وی همچنین از جمله افرادی بود برای فراهم آوردن مقدمات ازدواج محمدرضا پهلوی با فوزیه به مصر رفت و به پاس این فعالیت در سال ۱۳۱۸ به سمت مدیریت بنگاه راه‌آهن دولتی ایران منصوب شد. در سال ۱۳۱۹ رضا شاه مجدداً وی را به شهربانی فرا می‌خواند.

## دوره محمدرضا شاه
پس اشغال ایران توسط متفقین و به دنبال از اخراج رضا شاه از کشور و استعفای سر پاس مختاری، رادسر در دولت محمدعلی فروغی ریاست کل شهربانی کشور منصوب می‌شود و در اولین اقدام لغو مجوز سفر را اعلام می‌دارد. یحیی رادسر در همان سال به سمت سرتیپی می‌رسد اما در اداره شهربانی موقف نبود. علی‌الخصوص آنکه بلوای نان در آذر ۱۳۲۱ نشان داد که وی در اداره امور ناتوان است. از همین روی از ریاست شهربانی برکنار شد.

## فوت
ادیب‌السلطنه (یحیی رادسر) در ۱۳۳۳ درگذشت. او داماد عمادالسلطنه فاطمی و دایی امیرعباس هویدا بود.